# Polifoam
A polifoam, vagyis polietilénhab egy szilárd, zárt cellaszerkezetű hab. Térhálósított polimer molekulái további merevséget adnak neki, ezért keresztkötéses vagy térhálósított polietilén habnak is nevezik. Térhálós jellegének köszönhetően gyorsan képes visszanyerni eredeti alakját, így rugalmas és rezgéselnyelő tulajdonságokkal is bír.
A polietilénhab egy egymással nem elegyedő és nem reagáló gáz-folyadék vagy gáz-szilárd rendszer, amelyben a gázfázisokat egy “film” réteg választja el egymástól. A habokban a gázfázis eloszlása nem mutat rendezettséget. Az elkülönülő gázfázisokat celláknak nevezzük. Habosítás során gázt viszünk be a (szilárd) rendszerbe, vagy olyan anyagot, amelyből a (szilárd) rendszerben valamilyen folyamat hatására gázt képzünk.
A magyar nyelvben a polifoam eredetileg az 1984-ben megalapított japán-magyar Polifoam Kft. kémiailag térhálósított polietilénhab termékekeit jelölte. Mára számos vállalat különféle szintetikus polimerekből készült sejtszerkezetes termékeit nevezik polifoamnak.

## Előállítása

### Habosítás
A polietilénhabot habosító anyag hozzáadásával állítják elő. A habosítás gázzal történik, amely a műanyag masszában buborékokat alakít ki, ez hozza létre az anyag sejtes szerkezetét. A habosítás történhet
- fizikai habosítással: illékony szerves vegyületekkel (Volatile Organic Blowing Agents, VOBA). Ilyen vegyület a propán, vagy a régebben használt CFC.
- kémiai habosítással: kémiai habosítókkal (lebomló anyagok) (Chemical Blowing Agents, CBA). Ilyenek a karbonátok vagy szerves azovegyületek.

A polietilénhab zárt-elemű szerkezettel rendelkezik, az egyes elemek így jól elkülöníthetőek egymástól, nem találhatóak benne rések vagy lyukak.

### Térhálósítás
A térhálósítás lehet fizikai vagy kémiai. 
A térhálósítás során a molekulák bizonyos pontokon elválaszthatatlanul összekapcsolódnak egymással, az egyenes szénláncból elágazó szerkezet alakul ki, így hozva létre új, stabilabb és tartósabb molekulaszerkezetet. A fizikai térhálósítás során a nagyenergiájú elektronsugárral történő részecskékkel történő bombázás hatására, . kémiai térhálósításnál a szerves peroxidokból, más esetben a szilánbekeveréses eljárásnál, - a hő hatására felszabaduló aktív atomos oxigén segítségével történhet a molekulák térhálósodása, a polimerizáció befejezése.
A hab molekuláinak a melegítés során létrejött összekapcsolódása más fizikai behatás következtében könnyebben bomlik fel, mint a fizikai térhálósítás után.
Térhálósodás nélkül a cellastabilizálódás nem jön létre, a cella korlátlanul növekedhet, de a cellák korlátlanul egymásba is olvadhatnak, s a molekulákat alkotó gáz elhagyhatja a polimer rendszert, és a cellák szétesnek.  A megfelelő mértékű térhálósítással viszont egy olyan polimer szerkezet jön létre, melyben a cellák növekedése olyan egyensúlyi állapotban áll le, és amely az adott térbe bevitt habszerkezet kialakulásához szükséges.

## Jellemzői
A polifoam zárt cellaszerkezetének minden irányban cellafallal körbevett buborékjai stabilan magukban tartják a levegőt, ami a rugalmasságon és a hosszú távon történő formatartósságon kívül kiváló hőszigetelő, valamint hatékony víz-és párazáró. Sűrűsége 25 kg/m³ és 300 kg/m³ közötti.
A polietilén hab egy környezet- és bőrbarát, teljesen veszélytelen, ám nagyon rugalmas anyag, ami számtalan formában és felhasználási területen nyújt kényelmet és biztonságot az embereknek. A szivacsként, habszivacsként vagy még sokféleképpen nevezett anyagok ajánlott felhasználási területe ettől jelentősen eltér, figyelembe véve a deformálódás, vízfelszívás és vízáteresztés, valamint a fizikai behatásokkal szembeni kisebb ellenálló képességet.

## Felhasználása
A polietilén habokból az iparban elsősorban lágy és kemény hab-lemezeket, habcsíkokat, csőhéjakat, alátéttapétákat készítenek. Tulajdonságai miatt hő-, víz és hangszigetelő anyagként is hatékony, így az építőiparban sok területen használják fel Szigetelőanyagként élettartamát növeli, hogy a rovarok és rágcsálók nem rongálják.
Használják különféle gimnasztikai célú termékek (például matracok) előállításához, mivel hatékonyan nyeli el az energiát és így véd az esések okozta sérülésektől.
A sport és fitness ágazaton és építőiparon felül a gépészet, szellőzés és klímatechnika, autóipar, csomagolástechnika, egészségügy területén is alkalmazzák.
Az utóbbi években egyre népszerűbbek a polifoam anyagból készült habrózsa dobozok is, melyek polifoam virágai egy speciális habosítási eljárásnak köszönhetően lesznek maximálisan élethűek és virágoznak örökké.